# Dancing on My Own
Dancing on My Own ist ein Lied der schwedischen Sängerin Robyn aus dem Jahre 2010. Die erste Singleauskopplung ihres fünften Studioalbums Body Talk Pt. 1 (welches zusammen mit Body Talk Pt. 2 und Body Talk Pt. 3 später auf dem Album Body Talk zusammengefasst wurde) wurde von der Interpretin zusammen mit Patrik Berger geschrieben und von letzterem produziert.

## Inhalt
Dancing on My Own ist ein Dance-Pop-Torch-Song, der von einer stampfenden Kick Drum und prägnanten, in den Vordergrund gemischten Synthesizern dominiert wird. Robyn wurde laut eigener Aussage von „traurigen, schwulen Disco-Hymnen“ inspiriert, die von Musikern wie Ultravox, Sylvester James oder Donna Summer stammen. Inhaltlich handelt das Lied von einer Frau, die ihrem Exfreund in eine Diskothek folgt, um ihn dort zusammen mit ihrer Nachfolgerin zu beobachten, nachdem sie erfahren hat, dass er eine neue Liebesbeziehung eingegangen ist. Abseits vom Geschehen sieht sie dabei zu, wie sich die beiden küssen und beklagt, dass ihr ehemaliger Geliebter sie dabei nie entdeckt. Sie fühlt sich isoliert und unbeachtet und tanzt für sich alleine, jedoch euphorisch und energisch, wobei sie „alles gibt“, während die anderen beiden intim vereint sind. Selbst, als später die Lichter in der Disko wieder angehen und die Musik beendet wird, bleibt sie von ihrem Ex unbemerkt. Sie sagt, sie wäre nur gekommen, um sich von ihm zu verabschieden, was sie jedoch nicht tun konnte.

## Musikvideo
Das Musikvideo zu Dancing on My Own zeigt Robyn in einer Diskothek, die mit überwiegend roten Farben ausgeleuchtet ist. Alle Personen, die sich dort befinden, sind in Begleitung von Partnern, die sie innig liebkosen und küssen, während die Sängerin jedoch für sich alleine tanzt und von dieser kollektiven Zweisamkeit nichts spürt. Dazwischen ist immer wieder zu sehen, wie Robyn in einem Proberaum das Lied vorträgt und dazu tanzt, wobei ihre Bewegungen zunächst ruhig sind, im Laufe des Clips jedoch immer ekstatischer werden. Auch gibt es Einstellungen, in denen sich die Interpretin in einer Kammer selbst umarmt.

## Rezeption

### Preise
Dancing on My Own wurde 2011 für einen Grammy Award for Best Dance Recording nominiert.

### Rezensionen
Dancing on My Own erhielt durchwegs positive Kritiken und war seit seiner Veröffentlichung in Bestenlisten vorzufinden. Unter anderem listete es Village Voice auf Platz 3, Pitchfork auf Platz 4, Laut.de auf Platz 18, Intro auf Platz 22, Rolling Stone auf Platz 26 und NME auf Platz 42 der besten Lieder des Jahres 2010.
Im Laufe des Jahrzehnts stieg sein Ansehen bei Magazinen und Kritikern darüber hinaus noch weiter an und in mehreren Rückblicken auf die 2010er Jahre von unterschiedlichen Medien wurde Dancing on My Own mit noch höheren Positionen bedacht. Rolling Stone, NME, Stereogum, The Associated Press und Insider ernannten den Titel jeweils zum besten seines Jahrzehnts; Pitchfork (Platz 3) und USA Today (Platz 9) führten ihn unter den Top Ten. Time, Elle und Good Housekeeping listeten ihn ohne feste Platzierung unter den besten Songs der 2010er.
Rolling Stone ernannte den Track 2018 zudem zum neunzehntbesten Lied des 21. Jahrhunderts und 2021 zum zwanzigstbesten Lied aller Zeiten; Musikexpress wählte ihn 2014 unter den 700 besten Songs aller Zeiten auf Platz 171.
Gelobt wurde Dancing on My Own universell für seine Vermischung von tanzbarer Musik und traurigen Emotionen. Robyn würde auf dem Werk zu synthetischen Arpeggios eine klassische Popgeschichte mit einem überraschenden Twist erzählen: die Protagonistin folge ihrem ehemaligen Geliebten und sähe ihn mit seiner neuen Freundin, dennoch würde es ihren spaßigen Abend nicht ruinieren. Die Musik wäre elektronischer, mechanischer Natur, während der Gesang Robyns allzu menschlich wirke. Ein weiterer Kontrast wäre die kollektive Katharsis der Tanzfläche und die vermittelte Isolation, in der sich die Interpretin in ihrer eigenen Haut gefangen fühlt. Auch wurde die emotionale Schwere der Geschichte hervorgehoben, da die Hauptfigur ihrem Ex nicht zufällig begegnet, sondern ihn absichtlich aufsucht, in vollem Bewusstsein, was sie erwarten würde. Das Lied kombiniere die Themen und Klänge aller großen Disco-Torch-Songs und unterziehe sie einem Update ohne dabei bewusst retro zu sein. Der Refrain des Liedes würde sich jedes Mal anfühlen, als höre man ihn zum ersten Mal. US-amerikanische Kritiker verglichen die Musikerin in Bezug auf das Lied oftmals positiv mit der Band ABBA, die Jahrzehnte zuvor mit ähnlich hochwertiger Popmusik aus Schweden internationalen Ruhm erlangte. Dancing on My Own wurde zudem ein Einfluss auf nachfolgende Popmusik nachgesagt, die sich nicht mehr davor scheue, ihren Herzschmerz auch zu Uptempomusik darzubringen, wie es etwa Taylor Swift, St. Vincent oder Lorde später tun würden.

### Chartplatzierungen
In Robyns Heimat Schweden avancierte der Titel zum Nummer-eins-Hit sowie zum sechsterfolgreichsten Lied des Jahres 2010, während er sich in Dänemark (Platz 2), Norwegen (Platz 6) und dem Vereinigten Königreich (Platz 8) in den Top 10 positionieren konnte. In Deutschland erreichte der Titel Platz 67.
| ChartsChartplatzierungen     | Höchstplatzierung | Wochen |
| ---------------------------- | ----------------- | ------ |
| Deutschland (GfK)            | 67 (3 Wo.)        | 3      |
| Schweden (GLF)               | 1 (40 Wo.)        | 40     |
| Vereinigtes Königreich (OCC) | 8 (8 Wo.)         | 8      |

| ChartsJahrescharts (2010) | Platzierung |
| ------------------------- | ----------- |
| Schweden (GLF)            | 6           |

### Auszeichnungen für Musikverkäufe
Obwohl sich das Lied nicht in den US-amerikanischen Charts platzieren konnte, wurde es dort mit einer Platin-Schallplatte prämiert. Dieselbe Auszeichnung erhielt es in Dänemark und im Vereinigten Königreich.
| Land/Region                  | Auszeichnungen für Musikverkäufe (Land/Region, Auszeichnung, Verkäufe) | Verkäufe  |
| ---------------------------- | ---------------------------------------------------------------------- | --------- |
| Brasilien (PMB)              | Gold                                                                   | 30.000    |
| Dänemark (IFPI)              | Platin                                                                 | 30.000    |
| Vereinigte Staaten (RIAA)    | Platin                                                                 | 1.000.000 |
| Vereinigtes Königreich (BPI) | Platin                                                                 | 600.000   |
| Insgesamt                    | 1× Gold · 3× Platin ·                                                  | 1.660.000 |

## Balladen-Version und deren Coverversionen
Bereits im Jahr der Veröffentlichung präsentierte Robyn den Song auch in Form einer Ballade, bei welcher sie ausschließlich von einem Klavier begleitet wird. Anders als beim Original, welches die Thematik der Einsamkeit mit tanzbaren Rhythmen kontrastierte, rückt hier die Traurigkeit des Textes in den Vordergrund. Obwohl Robyn diese Version nie offiziell publiziert hat, gab es in den kommenden Jahren regelmäßig Künstler, die genau diese Version coverten.
2011 präsentiert Kato Callebaut den Song in der vierten Staffel der belgischen Casting-Show Idool. Der Song wurde anschließend in ihrem Debütalbum „Flamingo“ veröffentlicht. Die entsprechende Single-Auskopplung erhielt in Belgien den Gold-Status, erreicht aber außerhalb des Landes keine Resonanz.
Für die im Jahr 2013 ausgestrahlte dritte Episode von Smash wurden der Song von Megan Hilty eingesungen.
2015 trat Calum Scott mit dem Song bei der neunten Staffel von Britain’s Got Talent auf, wo er von Simon Cowell mittels Golden Buzzer direkt ins Semifinale befördert wurde. Im Frühjahr 2016 veröffentlichte er den Song als Single, dieser wurde aber vorerst nur in Großbritannien wahrgenommen. Erst ab der zweiten Jahreshälfte etablierte sich der Song auch außerhalb der Landesgrenzen und war in mehreren Ländern ein großer kommerzieller Erfolg. Im Vereinigten Königreich und Australien erreichte das Lied jeweils Platz 2 der Charts, auch in Schweden (Platz 4), in Neuseeland (Platz 5), in den Niederlanden (Platz 7) und in Dänemark (Platz 8) konnten Top Ten-Positionen erzielt werden. In Österreich kletterte das Lied auf Platz 32 der Charts, in Deutschland auf Platz 61, in der Schweiz auf Platz 81 und in den USA auf Platz 93. In Australien war es am erfolgreichsten; es wurde dort mit Achtfachplatin ausgezeichnet.

## Trivia
Calum Scott änderte bei seiner Version die Pronomen des Ich-Erzählers ab, nicht aber jene des neuen Partners des Ex – so singt er im Refrain zwar im Bezug auf sich selbst „guy“ statt „girl“, dennoch ist sein Nachfolger weiterhin explizit eine Frau. Scott gab hierzu an, seine Version wäre aus der Sicht eines homosexuellen Mannes gesungen.